# Chiradzulu
Chiradzulu   este un oraș  în  Malawi. Este reședința  districtului  Chiradzulu.